# 翁長裕
翁長 裕（おなが ゆたか、1957年 - ）は、主に音楽業界を中心に活動を続ける映像作家。沖縄県出身。プロモーションビデオ、ミュージックビデオ、TVプログラム、写真集等を手がける。

## 略歴
- 1957年 沖縄県那覇市出身
- 1979年 和光大学人文学部芸術学科中退
- 1981年 カメラマンアシスタント時代に撮りだめていた、アンダーグラウンドロックシーンのフォトドキュメンタリーが、写真月刊誌『写楽』にて特集される。
- 1982年 フリーカメラマンとして独立。音楽誌及び写真グラビア誌を中心に、活動を始める。
- 1983年 ロックバンド『RCサクセション』のオフィシャルカメラマンに採用される。
- 1984年 EPIC SONY BEEプロジェクトに参加。佐野元春、渡辺美里、大沢誉志幸らのビデオ映像制作に携わる。
- 1985年 矢沢永吉『TAKE IT TIME』P.V にて自身初演出
- 1986年 (株）イフ設立 ディレクター&カメラマンとして、P.V 及びライブビデオ等、音楽映像全般の企画制作を開始する。
- 1990年 RCサクセション LIVE VIDEO『ミラクル 20th Anniversary』演出
- 1994 - 1995年 WOWOW制作音楽プログラム『モービルライブ』演出
- 1995年 GLAY P.V『Freeze My Love』演出
- The Rolling Stones LIVE VIDEO『Voodoo Lounge in Tokyo』演出
- 1999年 GLAY 20万人 LIVE VIDEO『GLAY EXPO ’99 LIVE IN MAKUHARI』演出
- 2000年 Blankey Jet City LIVE DVD 『Last Dance』演出
- 2004年 中島みゆき『夜会 Vol.13 24時着0時発』演出
- 2007年 中島みゆき『一期一会』P.V演出、その中でQVISIONが主要小道具として登場中島みゆき初のライブドキュメント『歌旅 中島みゆきコンサートツアー2007』演出

『QVISION』日本、米国特許取得
- 2008年 『QVISION』中国、台湾特許取得
- 2009年 『QVISION』マカオ特許取得

## 監督作品

### PV
- 渡辺美里 『君に会えて』 『My Revolution』 『Teenage Walk』 etc.
- 矢沢永吉 『Take It Time』
- 白井貴子 『Princess Tiffa』 『Raspberry Gun』 『名前のない愛でもいい』 etc.
- 久保田利伸 『流星のサドル』 『Missing』 『Cry On Your Smile』 etc.
- THE BOOM 『君はTVっ子』 『逆立ちすれば答えがわかる』
- プリンセスプリンセス 『ゲット・クレイジー』 『ダイアモンド』 『OH・Yeah!』 etc.
- UP-BEAT 『Nervous Break Down』 『Weeds & Flowers』 etc.
- 泉谷しげる 『春夏秋冬』
- 永井真理子 『We Are Ok!』
- 瀬能あづさ 『見つめていても』
- 持田真樹 『君を見ていたい』
- Wink 『ワン・ナイト・イン・ヘブン』 『Sexy Music』
- 山瀬まみ 『GO!』
- 観月ありさ 『伝説の少女』 『エデンの都市』
- 橘いずみ  『君なら大丈夫だよ』 『失格』 etc.
- 沢田研二 『SPLEEN -6月の風にゆれて- 』
- KAI FIVE 『風の中の火のように』
- STARDUST REVUE 『CRAZY LOVE』
- TAMTAM 『恋人じゃない』『太陽になりたい』
- 國府田マリ子 『笑顔で愛してる』 『待ち伏せ』 『風が止まらない』 『雨のちスペシャル』 etc.
- J-WALK 『失してしまった手紙のように』 『言えなかった言葉を君に』 etc.
- 山下久美子 『いっぱいキスしよう』 『ごめんね太陽』
- BLANKEY JET CITY 『くちづけ』 『黒い宇宙』
- GLAY 『Beloved」『口唇』 『HOWEVER』 『Soul Love』 『Winter Again』 etc.
- La-Vie 『Sweet Bird Eater』 『ジレンマ 』
- 中島みゆき 『歌姫』 『一期一会』etc.
- LOST IN TIME 『然様ならば』 『希望』
- スムルース 『よるをつないで』

### ミュージックビデオ
- 渡辺美里　『Born』
- 白井貴子　『She is a go-go』 『Next Gate Live』
- 久保田利伸　『Keep On Dancing』 『Super DuperVol.1』
- THE BOOM　『Pick Me Up』
- プリンセスプリンセス　『Let’s Get Crazy Live At 武道館』 『Dolls In Las Vegas』
- UP-BEAT　『Real Beat Scene 4&5』 『Real Ocean』 『Big Thrill Live』
- DEAD END　 『Psychoscape』
- PSY・S　『Live Psy・s Non Fiction Tour ‘88~’89』
- 泉谷しげる with LOOSER　『Howlling Live』 『Live Life Live』
- 沢田研二　『Live 1990:10:28』『A Saint In The Night』 『Act Nino Rota』
- KATZE　『God Save The Rock’n Roll 1 & 2 』
- RCサクセション　『ミラクル 20th Anniversary』
- 甲斐よしひろ　『Night Tripper』 『Live At Budokan 1996 Big Night』
- KAI FIVE　『History Live』
- HOUND DOG　『Yumenoshima 1992 In Tsumagoi』
- STARDUST REVUE　『Startic ’94』 『Concert Tour 艶 ’95 .’96』
- ZELDA　『FULL MOON PUJAH in JAMAICA』
- 國府田マリ子　『Concert Tour ’95 Vivid』 『Concert Tour ’96 . ’97 終わらないアンコール』『Concert Tour ’97 . ’98 なんでだってば!?』『My Best Friend』
- 西田ひかる　『1995 Concert SophisticatedやんちゃLady』
- 山下久美子　『Ok! This Is The Pop!Century Lovers Tour' 1993』
- 布袋寅泰　『Guitarhythm Wild』『Rock The Future Tour 2000 ~ 2001』
- THE MODS　『It’s A Kingsway ~ The Mods Live 2001』
- JUN SKY WALKERS　『Last Tour ’97 “Hello”』
- 喜納昌吉&チャンプルーズ　『ニライカナイ』
- THE ROLLING STONES　『Voodoo Lounge In Tokyo』
- BLANKEY JET CITY　『Monkey Strip』 『Are You Happy?』 『We Are Happy』 『Barracuda Tokyo Six Days』 『Last Dance』
- SHERBETS　『Cold Mink Movie』
- L'Arc〜en〜Ciel　『CLUB CIRCUIT 2000 Realive . NO CUT -』
- GLAY　『VIDEO GLAY 2』 『無限のdeja vu』 『無限のdeja vu海賊盤』『Hit The World』 『VIDEO GLAY 3』『“pure soul” Tour ’98』『“Summer of ’98 “pure soul in STADIUM』 『VIDEO GLAY 4』『Dome Tour “pure soul” 1999 Live In Big Egg』 『Expo ’99 Survival Live In Makuhari』『Expo 2001 Global Communication Live In Hokkaido』『Dome Tour 2001 - 2002 One Love』『One Love In 北京 Live & Doccument』『High Communications 2003』 『GLAY EXPO 2004 LIVE IN UNIVERSAL ST. JAPAN』 『White Road』
- 因幡晃　 『30th ANNIVERSARY CONCERT』
- SHOW-YA　『LIVE 2006 別格』
- 中島みゆき　『夜会 Vol.13 24時着0時着』『歌姫 live in l.a』『歌旅 中島みゆきコンサートツアー2007』『夜会 Vol.14 24時着00時着』

### TV Program
- 1990年　UP-BEAT 日比谷夜音ライブ (WOWOW)
- 1992年　坂本龍一 JAPAN TOUR'92 HEART BEAT LIVE AT NIPPON BUDOKAN (WOWOW)
- 1993年　J-WALK LIVE AT 大阪城ホールライブ (WOWOW 生中系）
- 1994~95年　モービルライブ (WOWOW)
- 1995年　喜納昌吉&チャンプルーズ 8Days Live (Spce Shower TV)
- 1995年　矢野顕子ピアノナイトリー 1夜 ～ ３夜 (NHK BS-2)
- 1995年　ザ・ローリングストーンズ TOKYO LIVE! (NHK BS-2)
- 1996年　今夜だけのLOVE SONGS（朝日放送系）
- 1997年　GLAY HAPPY SWING'97 UNPLUGGED (WOWOW)
- 2002年　GLAY LIVE ONE LOVE in 北京 (WOWOW)
- 2004年　GLAY 10th Anniversary X-RATED TOUR SPECIAL'THE FRUSTRATED' (WOWOW)
- 2004年　GLAY EXPO 2004 LIVE AT UNIVERSAL STUDIO JAPANN (WOWOW生中継)

### 映画
- 2010年　劇場版 ペ・ヨンジュン3D in 東京ドーム 2009